# Atletica leggera ai Giochi della IX Olimpiade - 3000 metri siepi

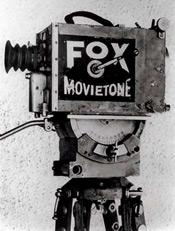
Video della Finale (durata: 1'30")

La competizione dei 3000 metri siepi di atletica leggera ai Giochi della IX Olimpiade si tenne i giorni 1° e 4 agosto 1928 allo Stadio Olimpico di Amsterdam.

## L'eccellenza mondiale
| Miglior prest.ne mondiale ed europea | 9'25”2 (1928) | Toivo Loukola | Presente |
| Record olimpico: Parigi 1924         | 9'33”6        | Ville Ritola  | Presente |

1. ↑  Stabilito il 9 luglio, quindi appena un mese prima dei Giochi.

## La gara
In batteria Paavo Nurmi sbatte malamente contro la riviera e finisce nell'acqua. Il francese Duquesne si ferma per aiutare il grande fondista, che lo ricompensa facendogli da gregario per il resto della gara. I due rimontano e si qualificano.

Il 4 agosto, giorno della finale, è l'occasione della vita per Toivo Loukola, il terzo miglior fondista della Finlandia, che quasi un mese prima dei Giochi ha stabilito la migliore prestazione mondiale sulla distanza. I due pesi massimi del fondo finlandese, Nurmi e Ville Ritola, hanno già corso il giorno prima una dura finale dei 5000.

Ritola, il campione olimpico in carica, si ritira nella prima metà della gara, rimangono gli altri tre finlandesi a condurre. Ai 2000 metri Nurmi, mentre è in testa, non passa bene la barriera. Loukola ne approfitta e lancia l'allungo con tutte le sue forze. Accumula presto un distacco di 30 metri e taglia il traguardo ancora in spinta: vince con il nuovo record olimpico.

## Risultati

### Turni eliminatori
| 3 Batterie | 1º agosto | 8 + 7 + 7     | Si qualificano i primi 3. |
| Finale     | 4 agosto  | 9 concorrenti |                           |

### Batterie
| Pos. | Concorrente     | Nazione       | Tempo  |
| ---- | --------------- | ------------- | ------ |
| 1    | Ville Ritola    | Finlandia     | 9'46"6 |
| 2    | Melvin Dalton   | Stati Uniti   | 9'58"6 |
| 3    | Nils Eklöf      | Svezia        |        |
| 4    | Walter Gegan    | Stati Uniti   |        |
| 5    | Henry Oliver    | Gran Bretagna |        |
| 6    | Nello Bartolini | Italia        |        |
| 7    | Jozef Langenus  | Belgio        |        |
| 8    | Art Keay        | Canada        |        |

| Pos. | Concorrente     | Nazione       | Tempo    |
| ---- | --------------- | ------------- | -------- |
| 1    | Paavo Nurmi     | Finlandia     | 9'58"8   |
| 2    | Lucien Duquesne | Francia       | 9'58"9   |
| 3    | William Spencer | Stati Uniti   |          |
| 4    | Norman Biddulph | Gran Bretagna |          |
| 5    | Edgard Viseur   | Belgio        |          |
| 6    | Henrique Santos | Portogallo    |          |
| -    | Gerry Coughlan  | Irlanda       | Ritirato |

| Pos. | Concorrente          | Nazione       | Tempo  |
| ---- | -------------------- | ------------- | ------ |
| 1    | Toivo Loukola        | Finlandia     | 9'37"6 |
| 2    | Ove Andersen         | Finlandia     |        |
| 3    | Henri Dartigues      | Francia       |        |
| 4    | Jean-Gunnar Lindgren | Svezia        |        |
| 5    | Vernon Morgan        | Gran Bretagna |        |
| 6    | Joe Blewitt          | Gran Bretagna |        |
| 7    | Jesse Montgomery     | Stati Uniti   |        |

### Finale
Il tempo di Loukola costituisce la migliore prestazione mondiale di tutti i tempi. Non è omologato, sebbene regolare, poiché la specialità non è ancora stata standardizzata. L'altezza delle barriere e la distanza tra di esse variano da pista a pista. La cronologia ufficiale del record mondiale delle siepi comincerà solo nel 1954.
È ufficializzato solo il tempo del primo classificato.
| Pos.    | Atleta          | Età | Nazione     | Tempo ufficiale | Tempo ufficioso |
| ------- | --------------- | --- | ----------- | --------------- | --------------- |
| Oro     | Toivo Loukola   | 26  | Finlandia   | 9'21"8          |                 |
| Argento | Paavo Nurmi     | 31  | Finlandia   |                 | 9'31"2          |
| Bronzo  | Ove Andersen    | 29  | Finlandia   |                 | 9'35"6          |
| 4       | Nils Eklöf      | 24  | Svezia      |                 | 9'38"0          |
| 5       | Henri Dartigues | 26  | Francia     |                 | 9'40"0          |
| 6       | Lucien Duquesne | 28  | Francia     |                 | 9'40"5          |
| 7       | Melvin Dalton   | 22  | Stati Uniti |                 | n/d             |
| 8       | William Spencer | 28  | Stati Uniti |                 | n/d             |
| -       | Ville Ritola    | 32  | Finlandia   | Ritirato        | Ritirato        |